# 袴田十莉
袴田 十莉（はかまだ じゅり）は、日本の女性漫画家。長崎県出身。

## 作品
- LOVE HARD（ディアプラス・コミックス、2013/5/30）
- ギャルソンガール（スペード・コミックス、2011/9/24）
- liar（ ジュールコミックス、 1〜6巻、2017/2/22-2018/10/17）袴田十莉（作画） / もぁらす（原作）

### コミカライズ
- 溺れる獣と甘い罠（ジュールコミックス）［Kindle版］　松崎真帆（著） / 袴田十莉（著）
- liar（ジュールコミックス）［Kindle版］　袴田十莉（作画） / もぁらす（原作）

| スタブアイコン | サブスタブ | この項目は、まだ閲覧者の調べものの参照としては役立たない、漫画家・漫画原作者に関連した書きかけの項目です。この項目を加筆・訂正などしてくださる協力者を求めています（P:漫画/PJ:漫画家）。 |